# Хосе Антоніо Мартінес Хіль
Хосе Антоніо Мартінес Хіль (ісп. José Antonio Martínez Gil, нар. 12 лютого 1993, Ла-Пальма-дель-Кондадо) — іспанський футболіст, захисник клубу «Ейбар».

## Ігрова кар'єра
У дорослому футболі дебютував 2013 року виступами за команду «Алькала», в якій провів один сезон.
Згодом протягом 2014–2018 років грав за команди «Севілья Атлетіко» та «Барселона Б».
2018 року перейшов до «Ейбара», з якого був відразу ж відданий в оренду до «Гранади». Повернувся до «Ейбара» у 2020 році.